# Maison de Bourbon-Clermont
La maison de Bourbon-Clermont est une famille ducale médiévale issue de la troisième maison de Bourbon.
Elle a été fondée en 1256 pour Robert de Clermont et dissoute en 1410 au profit de la maison capétienne de Bourbon.
Ses deux premiers membres, Robert et Louis Ier sont des ancêtres agnatiques d'Henri IV et donc de tous les rois de France postérieurs.
Ses membres portent le titre de comte de Clermont. Louis Ier porte le titre de duc de Bourbon à partir du moment où, le 27 décembre 1327, le Bourbonnais est érigé en duché. La même année, le roi Charles IV échange avec lui le comté de Clermont contre le comté de la Marche.
En 1410, le duc Jean Ier de Bourbon, fils de Louis II, perd le titre de comte de Clermont et met fin à la maison de Bourbon-Clermont tout en restant le chef de la troisième maison de Bourbon.